# Прапор Наварри
Прапор Наварри — прапор автономної спільноти Наварра в Іспанії. Ухвалений 10 серпня 1982. Являє собою герб Наварри на червоному тлі. Прапор має співвідношення сторін 2:3.

## Історія
Нинішній прапор Наварри з'явився і неофіційно використовувався, як вважається, з 1910 року. Його авторство приписується діячам баскського руху Артуро Кампіону, Хуліо Альтаділу й Еміліо Олорізу. Офіційно в цьому виді був визнаний владою Наварри лише в 1982 році, коли після смерті Франсіско Франко посилилося прагнення іспанських провінцій до автономії, що виражалося в тому числі і в ухваленні регіональних символів, що часто мають глибокі історичні корені.
Тим не менш, і прапор, який використовувався Наваррою у часи Франка і після, до ухвалення нинішнього варіанту, тобто з 1937 по 1981, не сильно відрізнявся від створеного в 1910. Щит із гербом Наварри був лише доповнений хрестом і лаврами ордену Святого Франциска.
У більш ранній період Наварра ніколи не мала стягу, але кольори і символ, використані в ньому— золоті ланцюги— мають середньовічне походження. Їхнім джерелом є старовинний герб Наваррського королівства. Прапор королівство не використовувало, однак символіку герба повторювали королівські штандарти.

## Інші прапори

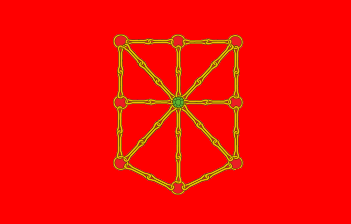
Прапор без корони та обладунків, який використовується лівими націоналістами.

Прапор часів Другої Іспанської Республіки (1931—1937).

Прапор часів Франкізма та «Перехідного періоду» (1937—1981).